# Комолов, Антон Игоревич
Анто́н И́горевич Комо́лов (род. 4 апреля 1976, Москва) — российский радио- и телеведущий развлекательных программ, диджей, актёр дубляжа, шоумен.

## Биография

### Ранние годы
Родился 4 апреля 1976 года в Москве. До конца 1990-х годов проживал на улице Мусы Джалиля.
Отец, Игорь Михайлович Комолов, был инженером, мать, Файля Ахметовна, — филологом. Ещё в раннем детстве проявились способности мальчика: в 3 года его научили читать, а к 6 годам он уже прочёл такие произведения, как рассказы Чехова и роман «Анна Каренина».
В 10-11 классах учился в физико-математической школе № 1180 (сейчас — Школа № 1580). Затем поступил в МГТУ им. Н. Э. Баумана, который окончил в 1999 году с квалификацией «Инженер по специальности САПР». Во время учёбы в университете Антон стал участником команды КВН МГТУ им. Баумана, которая в 1997—1998 годах становилась победителем Московской лиги КВН. В марте 2000 года Антону предоставилась возможность занять почетное место среди членов жюри Высшей лиги.

### Карьера
В 1994 году по объявлению пришёл работать на «Радио Максимум» как телефонист и внештатный корреспондент. Сотрудничал с многочисленными радиостанциями («Радио Максимум», «Серебряный дождь», «Радио Классика», «Хит FM», «Европа Плюс»).
На телевидении впервые появился в 1997 году, дебютировав в качестве ведущего на BIZ-TV. В сентябре 1998 года стал работать на телеканале «MTV Россия», где получил известность и популярность. Антон был ведущим программ «Большое кино» вместе с Яной Чуриковой и «Playstation» с Таней Геворкян. 5 июля 1999 года в эфир начинает выходить новое интерактивное шоу «Бодрое утро», в котором складывается знаменитый дуэт Антона Комолова и Ольги Шелест. Летом 2001 года Антон продолжает совместную работу с Ольгой Шелест уже над новой программой — «Правило буравчика». Позже работал на разных телеканалах (см. ниже).
С 1 апреля 2024 года в паре с Артуром и Сашей (ранее, с 5 сентября 2011 по 29 декабря 2023 года с Еленой Абитаевой) ведёт «РАШ — РадиоАктивное Шоу» на радиостанции Европа Плюс (понедельник-пятница, 20.00 — 22.00 часа МСК).

### Семья и личная жизнь
- Воспитывает сына Андрея (род. в ноябре 2006 года).
- сестра Антона — Катерина Комолова — специалист в области PR и коммуникаций, продюсер.
- Антону много раз приписывали роман с его коллегой Ольгой Шелест, однако это осталось слухами[1].

## Работы

### Радиостанции
- 1994—1995 — «Радио Максимум» — внештатный корреспондент, телефонист.
- 1995—1997 — «Серебряный дождь» — ведущий новостей.
- 1997—1999 — «Радио Классика» — один из ведущих утреннего шоу «Пиратское радио».
- 1999—2001 — «Хит-FM» — диджей.
- 2002—2007 — «Европа Плюс» — утреннее шоу «Только Так Шоу» (2002—2004) вечернее ток-шоу «Полная Версия» (2004—2007).
- 2007—2011 — Радио «Маяк»[4] — дневной информационно-музыкальный канал, «No smoking show» (вместе с Ольгой Шелест).
- 2011— по настоящее время — «Европа Плюс» — вечернее шоу «РАШ», соведущий (вместе с Артуром и Сашей).

### Телевидение
- 1997—1998 — BIZ-TV[5].
- 1998—2002 — MTV Россия — ведущий программ «Большое кино» (вместе с Яной Чуриковой), «PlayStation»[6] (вместе с Татьяной Геворкян), «Бодрое утро» (вместе с Ольгой Шелест)[7][8]. Ведущий и продюсер программы «Правило буравчика» (вместе с Ольгой Шелест)[9].
- 2000—2003 — «Первый канал» — член жюри Высшей лиги КВН[10].
- 2001 — член жюри фестиваля КВН «Голосящий КиВиН 2001».
- 2002—2003 — телеканал ТВС — ведущий программ «Земля-Воздух»[11] и «Большой ремонт»[12][13][14][15], а также 1 выпуск «Тушите свет!» (11.12.2002)[16].
- 2003—2004 — телеканал «Россия» — ведущий ток-шоу «Короткое замыкание»[17][18]. Член жюри проекта «Народный артист»[19].
- 2004—2006 — НТВ — ведущий программ «Сегодня утром»[20][21] и «Цена Удачи»[22].
- 2007 — телеканал РЕН ТВ — должен был стать ведущим ток-шоу «Про это: полный контакт», не связанного с аналогичной программой на старом НТВ (в паре с Олимпиадой Тетерич), но его выход в эфир не состоялся[23].
- 2008 — телеканал «Звезда» — ведущий программы «Звёздный вечер с Антоном Комоловым и Ольгой Шелест»[24][25].
- 2010 — телеканал MTV Россия — ведущий программы «Поколение MTV. Мы любим 90-е» (вместе с Ольгой Шелест)[26].
- 2010—2011 — телеканал ТВ-3 — ведущий программы «Как это сделано»[27].
- 2011 — телеканал РЕН ТВ — ведущий программы «Механический апельсин»[28][29].
- 2012 — телеканал «Карусель» — ведущий программы «Олимпийцы»[30].
- 2012—2015 — «Первый канал» — ведущий рубрики «Я живу! с Антоном Комоловым» в программе «Вечерний Ургант»[31].
- 2013 — СТС, ведущий программы «Дети знают толк»[32][33].
- 2013 — ТНТ, ведущий лотереи «Страна играет в Квас Лото»[34].
- 2013—2014 — Пятница!, ведущий программы «Пятница! News»[35].
- 2014 — Пятница!, ведущий реалити-шоу «Гонщики»[36].
- 2014—2015 — телеканал «Звезда» — комментатор программы «Папа сможет?».
- 2015—2016 — «Свежий воздух», телеканал «Мама», с Ольгой Шелест.
- 2017 — «Диета для бюджета», телеканал «Ю»[37].
- 2021 — «Игра в слова», телеканал «Мир».
- 2022 — «Недетский бизнес», телеканал «СТС Kids».

### Участие в телепроектах
- 30 раз сидел в жюри «КВН».
- 3 раза принял участие в телеигре «Сто к одному» с Александром Гуревичем на канале «Россия-1»:
  - В 1 раз участвовал в команде «Европа Плюс»: Константин Михайлов, Аркадий Джем, Юлия Солнечная и Максим Кочергин в выпуске от 16 декабря 2006 года.
  - Во 2 раз участвовал в команде «Радио Маяк»: Сергей Стиллавин, Екатерина Гордон, Ольга Шелест и Геннадий Бачинский в выпуске от 23 декабря 2007 года.
  - В 3 раз участвовал в команде «Лица радио»: Ольга Шелест, Сергей Стиллавин, Рита Митрофанова и Вадим Тихомиров в выпуске от 29 мая 2010 года.
- Периодически принимает участие в передаче «Пятеро на одного» на канале «Россия-1».
- Принимал участие в шоу «Где логика?» на канале «ТНТ» (в паре с Ольгой Шелест).
- Принимал участие в шоу «Импровизация» на канале «ТНТ».[38]

### Дублирование
- 2002 — Ледниковый период — ленивец Сид[39][40]
- 2006 — Ледниковый период 2: Глобальное потепление — ленивец Сид[41]
- 2009 — Рок-волна — Карл (Том Старридж)[42]
- 2009 — Ледниковый период 3: Эра динозавров — ленивец Сид[43]
- 2012 — Ледниковый период 4: Континентальный дрейф — ленивец Сид[44]
- 2015 — Норм и Несокрушимые — полярный медведь Норм[45]
- 2016 — Ледниковый период: Столкновение неизбежно — ленивец Сид[46]
- 2018 — Эволюция Черепашек-ниндзя — Донателло[47]
- 2020 — Соник в кино — Ёж Соник[48]

### Прочая деятельность
- 2000 — PR-менеджер в ИД «ГеймЛэнд»[49].
- С апреля 2001 по июнь 2002 года — PR-директор журналов «FHM» и «Yes!»[49].
- С июня 2010 года — член правления WWF России[50].
- Вместе с Ольгой Шелест озвучивал рекламу iPhone 6 и снимался в рекламных роликах Nescafe. От съёмок в телерекламе остальных брендов принципиально отказывался, не желая, чтобы его имя и образ зрители ассоциировали с тем или иным товаром или рекламным образом[51].

### Книги
- Антон Комолов. Я ленивец. — М.: Альпина Паблишер, 2016. — 32 с. — (AnimalBooks. Занимательная зоология). — ISBN 978-5-9614-5642-4.

## Награды и признание
- 1999 — премия «Стильные штучки» как самый стильный телеведущий.
- 2001 — номинация на телепремию «ТЭФИ 2001» в номинации «Лучший ведущий развлекательной программы».
- 2000 — премия массмедиа «Знак качества — 2000» в номинации «Лучший телеведущий».
- Три номинации на премию «Радиомания» (2005, 2006, 2007).
- 2009 — премия «Радиомания» в номинации «Лучшие ведущие программы, шоу» (вместе с Ольгой Шелест).
- 2011 — премия «Персона „Москва Media“ — 2010» I Московского открытого конкурса журналистов «Москва Media».
- 2015 — номинация на премию «ТЭФИ» в номинации «Спортивная программа» (проект «Гонщики»).

В 2010 году именем Антона Комолова назван новый вид простейших класса солнечников — Acanthocystis antonkomolovi.